# Гребенюк, Мария Андреевна
Мария Андреевна Гребенюк (13 февраля 1925 года, Городовиково, Калмыцкая автономная область, РСФСР, СССР — 31 декабря 1994 года) — передовик советского сельского хозяйства, скотница совхоза "Приозёрный" Министерства совхозов СССР, Герой Социалистического Труда (1949).

## Биография
Родилась 13 февраля 1925 года в крестьянской семье в селе Городовиково, Калмыцкая автономная область. Трудовую деятельность начала с 15-летнего возраста в колхозе «Приозёрный» Приозёрного района (сегодня — Кетченеровский район) Калмыцкой Автономной области. Всю войну отработала в колхозе. С 1946 года вместе с отцом Андреем Гребенюком работала гуртоправом. В 1956 году была назначена бригадиром гуртоправов.
В 1948 году получила от молодняка среднесуточный привес по 860 граммов на голову. 
Указом Президиума Верховного Совета СССР от 17 сентября 1949 года за получение высоких результатов в сельском хозяйстве и рекордные показатели в животноводстве Марии Андреевне Гребенюк было присвоено звание Героя Социалистического Труда с вручением ордена Ленина и медали «Серп и Молот». 
В 1956 году, когда родной отец вышел на пенсию, ей доверили возглавить бригаду гуртоправов. 
Проживала в посёлке Большой Царын. Умерла 31 октября 1994 года. 

## Память
- В Элисте на Аллее героев установлен барельеф Марии Гребенюк.

## Награды
За трудовые успехи была удостоена:
- золотая звезда «Серп и Молот» (17.09.1949)
- орден Ленина (17.09.1949)
- другие медали.